# Ludwig Enders (Theologe)
Ernst Ludwig Enders (* 27. Dezember 1833 in Frankfurt am Main; † 13. Juli 1906 ebenda) war ein deutscher evangelischer Pfarrer und Theologe. Er ist vor allem durch seine Beiträge zur Lutherforschung bekannt. Er war Herausgeber von Luthers Werken und Predigten (24 Bde., 1862–1885) und Luthers Briefwechsel (11 Bde., 1884–1907). 

## Leben
Enders, Sohn eines Schneidermeisters, studierte in Heidelberg, Erlangen und Tübingen. Er wurde 1856 Prediger am Versorgungshaus und am Arresthaus in Frankfurt, 1858/59 auch Lehrer an der Musterschule, der Katharinenschule und der Weißfrauenschule. Von 1863 bis zu seinem Ruhestand 1905 war er Pfarrer der Erlöserkirche (Frankfurt-Oberrad). Er amtierte nebenamtlich als Mitglied des Konsistoriums und von 1872 bis 1900 als Kreisschulinspektor.
Für seine Beiträge zur Lutherforschung wurde er 1883 von der Theologischen Fakultät der Universität Erlangen mit der Ehrendoktorwürde ausgezeichnet.

## Schriften (Auswahl)
- Ein schöner Dialogus von Martino Luther und der geschickten Botschaft aus der Hölle 1523. Halle 1886.
- Aus dem Kampf der Schwärmer gegen Luther. 3 Flugschriften 1524, 1525. Halle 1893.